# Gollania schensiana
Gollania schensiana är en bladmossart som beskrevs av Masanobu Higuchi 1985. Gollania schensiana ingår i släktet Gollania och familjen Hypnaceae. Inga underarter finns listade i Catalogue of Life.